# Chauvry
Chauvry egy község Franciaországban. Lakosainak száma 297 fő (2022. január 1.).

## Földrajza
Chauvry Villiers-Adam, Saint-Leu-la-Forêt, Baillet-en-France, Béthemont-la-Forêt, Bouffémont, Montsoult és Saint-Prix községekkel határos.